# Dolný Ohaj
Dolný Ohaj este o comună slovacă, aflată în districtul Nové Zámky din regiunea Nitra. Localitatea se află la altitudinea de 124 m deasupra n.m., se întinde pe o suprafață de 17,03 km2 și în 2017 număra 1.556 de locuitori.

## Istoric
Localitatea Dolný Ohaj este atestată documentar din 1293.

## Demografie
| An:                | 1994 | 2004   | 2014   | 2024   |
| ------------------ | ---- | ------ | ------ | ------ |
| Număr de persoane: | 1762 | 1639   | 1576   | 1468   |
| Diferență:         |      | −6,98% | −3,84% | −6,85% |

| An:                | 2023 | 2024   |
| ------------------ | ---- | ------ |
| Număr de persoane: | 1486 | 1468   |
| Diferență:         |      | −1,21% |